# 西木美羽
西木 美羽（にしきみわ、1987年10月12日 - ）は、日本のAV女優。マークスジャパン所属。

## 人物・略歴
趣味は、スポーツ、買い物、話すこと。
2008年に『爆乳桃尻娘』でシネマユニット・ガスよりAVデビュー。

## 作品

### アダルトビデオ
2008年
- 爆乳桃尻娘（3月28日、シネマユニット・ガス）
- 巨乳女狩り 33（7月11日、クリスタル映像）
- 圧殺ダイナマイトボディ BLACK＆WHITE 2（8月7日、グローリークエスト）
- PAI-ZOKU Vol.3（8月7日、アキノリ）
- 女子校生の巨乳おっぱいモミしだき（8月8日、OFFICE K'S）
- ジガドリ★オナニー 15（8月16日、ラハイナ東海）
- 巨乳新人アポ無し合体レズビアン即ハメ面接 (8月19日、クロス)
- 限界を超えた羞恥心が女のアソコを思わず濡らす!!無線で鬼指令!!オーディション会場&合コン中の居酒屋でAVタレントが一般人にバレないように極エロミッションでイキまくり!!（8月21日、SODクリエイト）※西木美和名義
- 巨乳・爆乳 授乳手コキ VOL.2（9月5日、映天）
- 女子校生と僕の相互乳首いじり白書（9月5日、虎堂）
- ワケあり巨乳 HIJIRI Jカップ（9月15日、NON）
- BBB ビッグ・ブーブス・バット（9月19日、実録出版）
- CANDY 3 HIPS VOL.2 （9月19日、メディア総販ソレイル）
- 元祖 素人初撮り生中出し 元森●製菓女子社員人妻（10月31日、プラム）
- 巨乳・爆乳 乳揉み VOL.2（10月3日、映天）（10月3日、映天）
- ふたなりレズ 19 （11月15日、NEXT GROUP）
- 素人痴漢生体験（11月20日、ナチュラルハイ）
- 巨乳めこスジ ～マイクロビキニ～（11月22日、チーム川崎）
- 虐待アナル奴隷 大量浣腸責め9（12月1日、CORE）
- ギャル浣腸キャットファイトグランプリ!!（12月4日、GARCON）
- 全員がFカップ以上！巨乳ギャルだらけのおっぱいパブ!!（12月4日、GARCON）
- ローション全裸コキ亀頭責め（12月28日、ラハイナ東海）

2009年
- 素人カップル対抗!巨乳野球拳 2 新春SP（1月8日、ROCKET）
- ロケットおっぱい20人 マイクロビキニでドキッ巨乳だらけの水泳大会（2月5日、ROCKET）
- 盗撮!芸能人が通うエステサロン 巨乳（編）（2月5日、ROCKET）
- 爆乳家庭教師 Lesson2（2月13日、ビッグモーカル）
- マッサージのお姉さんを｢大変ですね～｣とねぎらい逆にHマッサージをしてあげた シリーズ第4弾（2月14日、ラハイナ東海）
- 北島玲のレズビアンアナルM女コレクション (2月19日、クロス）
- 第3回 史上最強ギャル キャットファイトグランプリ!! 予選ラウンド（3月5日、GARCON）
- 渋谷BLACK VS 関東ギャルサー連合 伝説の最強ギャルサー渋谷BLACK復活なるか!?（3月5日、GARCON）
- 爆乳アナルファッカー（3月13日、ビッグモーカル）
- 少年の悪知恵 母親寝取られマッサージ 2（3月14日、ラハイナ東海）
- 爆乳☆アマゾネス（3月15日 隼エージェンシー）
- こだわりの手コキ 4時間SP 11 33人のハンドメイド（3月15日 隼エージェンシー）
- 女子校生のお掃除フェラチオ（3月20日、OFFICE K'S）
- ありそうで無かった射精まで魅せる巨乳のパイズリ 1（3月21日、レイディックス）
- EroBody みわ/96cm Jカップ ありさ/100cm Gカップ（3月30日、デジタルアーク）
- 女子校生チ○ポオナニー（4月1日、アロマ企画）（4月1日、アロマ企画）
- フェラコレ2009春SP 30人のフェラジェンヌ (4月15日 隼エージェンシー）
- Tawamu-Yawachichi 柔乳（4月25日、アロマ企画）
- Glam Mode Miwa nishiki（4月27日、デジタルアーク）
- こだわりの手コキ 4時間SP 12 35人のハンドメイド (6月15日 隼エージェンシー）
- GAL Junkie 3 西木美羽 チビキモおやじ圧殺地獄（8月25日、ケラ工房）
- フェラコレ2009秋SP 40人のフェラジェンヌ（10月15日 隼エージェンシー)）

2010年
- KARMA設立5周年プレミアム感謝祭! 巨乳!巨乳!巨乳!ボインボインバスツアー（1月13日、カルマ）
- いい体(巨乳★美脚)をしている女を犯す（1月15日 隼エージェンシー）
- キスして手コキして抜いてあげる（1月19日、ミスター・インパクト）
- 巨乳狩りセックス 計画的レイプ（1月22日、映天）
- 元アスリートの筋肉太腿フェロモン エロごっつい太腿に挟まれながら昇天してみませんか?（2月25日、アロマ企画）
- あのスケベな巨乳お姉さんは、アイツの会社の秘書らしい。17（2月27日、WEEKENDER）
- 包茎を馬鹿にする女達（3月5日、フリーダム）
- 巨乳Walker 爆乳3人娘と露出＆乱交のおっぱいグルメデート（3月18日、グローリークエスト）
- 東京SEX 巨乳妻ミワの欲求不満の日々 夫が長期出張中で居ないことをいいことに…（4月16日、なでしこ）
- 猿人アナルドリラー（4月19日、青子）
- 恥じらいのあしのうら vol.2（8月5日、フリーダム）
- 巨乳を陵辱されアナルでイク女（8月13日、Grave/妄想族ブラックレーベル）
- エロパイムチムチ爆乳ビキニ（8月24日、デジタルアーク）
- 着衣巨乳のスケベお姉さん（9月23日、デジタルアーク）

2012年
- 男性の悩み解決 短小ペニスをデカくするペニス増大合宿開校〜これを見れば貴方のペニスも増大間違いなし〜（5月10日、GARCON）